# 「神宿る島」宗像・沖ノ島と関連遺産群

地図

「神宿る島」宗像・沖ノ島と関連遺産群（「かみやどるしま」むなかた・おきのしまとかんれんいさんぐん）は、ユネスコの世界遺産リスト登録物件で、日本の世界遺産の中では21番目に登録された。福岡県の宗像市及び福津市内にある宗像三女神を祀る宗像大社信仰や、大宮司家宗像氏にまつわる史跡・文化財を対象とするものであり、自然崇拝を元とする固有の信仰・祭祀が4世紀以来現代まで継承されている点などが評価されている。世界遺産委員会では、航海と結びつく世界遺産の少なさを補完する物件という観点からも評価された。
世界遺産暫定リスト記載時点では宗像・沖ノ島と関連遺産群だったが、正式推薦とともに改称され、その名称で正式登録された。

## 構成資産

### 宗像市
沖ノ島（宗像大社沖津宮）
「宗像神社境内」として島全体が御神体で国の史跡に指定、「沖ノ島原始林」が国の天然記念物に指定。また、「福岡県宗像大社沖津宮祭祀遺跡出土品・伝福岡県宗像大社沖津宮祭祀遺跡出土品」として約8万点の出土品が国宝に指定されており、「海の正倉院」とも呼ばれる由縁となっている。正式版の推薦書では、島の手前にある小屋島・御門柱・天狗岩の三つの岩礁が鳥居の役割を果たしているとし、付帯施設として記載された。北緯34.2419度分秒 東経130.1040度分秒
宗像大社中津宮（御嶽山祭祀遺跡を含む）
宗像市大島。「宗像神社境内」として国の史跡に指定、本殿は福岡県の有形文化財に指定。。中津宮背後に聳える御嶽山山頂に鎮座する御嶽神社（中津宮上宮）と、その裏で確認された御嶽山祭祀遺跡および山頂に至る参道も構成資産範囲になっている。祭祀遺跡は沖ノ島と同時期の露天祭祀遺構である。北緯33.8973度分秒 東経130.4319度分秒
沖津宮遥拝所
宗像市大島。「宗像神社境内」として国の史跡に指定。現在の社殿は1933年（昭和8年）に建立。北緯33.9091度分秒 東経130.4280度分秒
宗像大社辺津宮
宗像市田島。「宗像神社境内」として国の史跡に指定、本殿及び拝殿は国の重要文化財に指定北緯33.8311度分秒 東経130.5143度分秒。境内奥にある高宮祭場の地中にある下高宮祭祀遺跡は沖ノ島および御嶽山祭祀遺跡同様の露天祭祀遺構である。高宮祭場の背後に聳える宗像山（標高62m、社殿ができる以前の御神体）・山頂の上高宮（立入禁止）までが登録範囲。

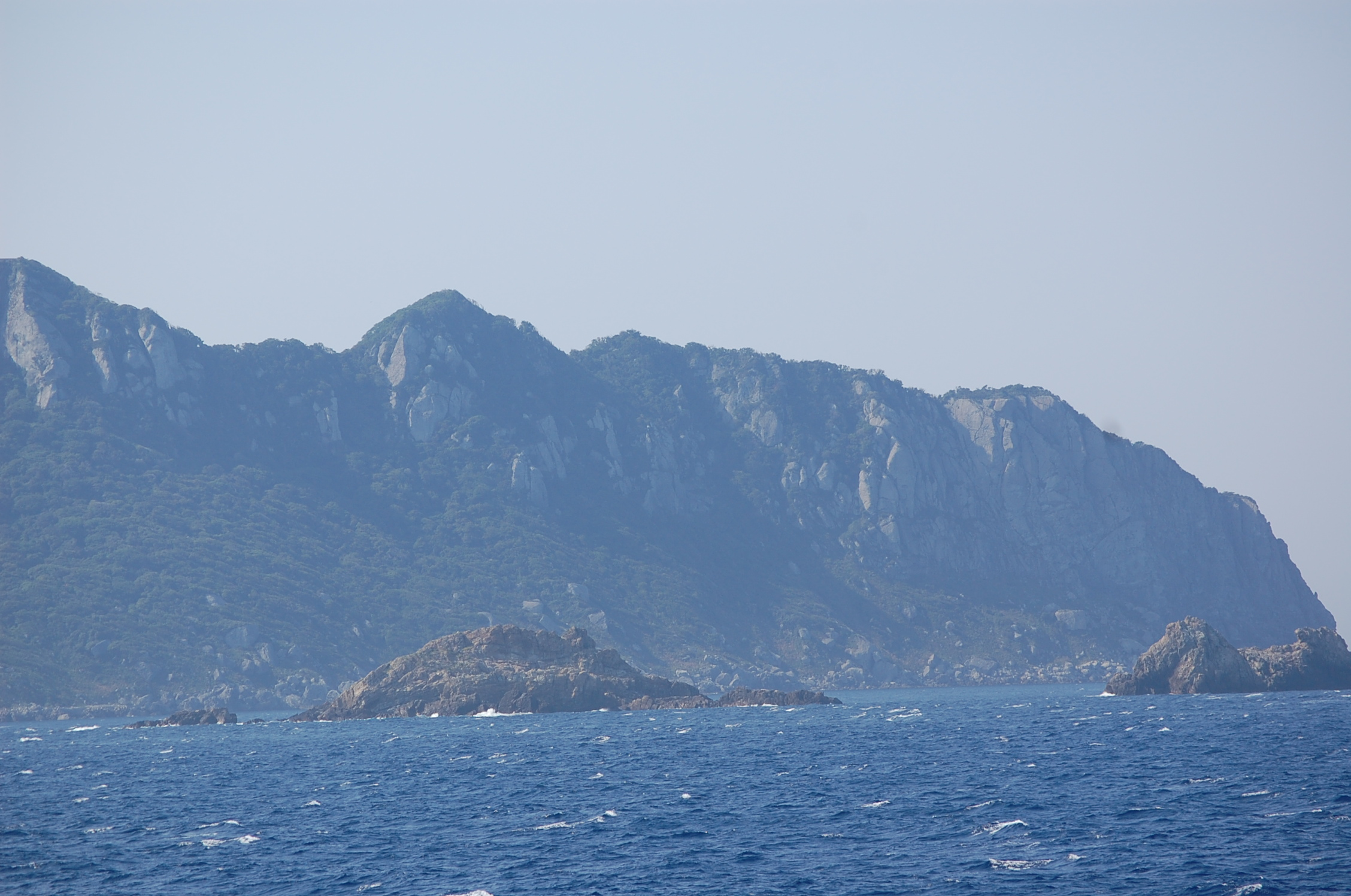
沖ノ島と小屋島（手前左）および御門柱・天狗岩（同右）
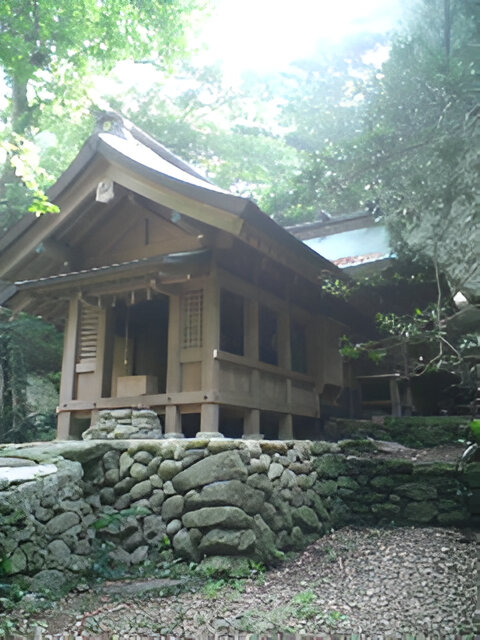
沖津宮の拝殿
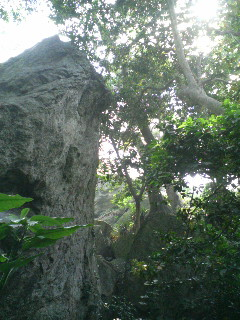
沖ノ島の祭祀遺跡がある磐座
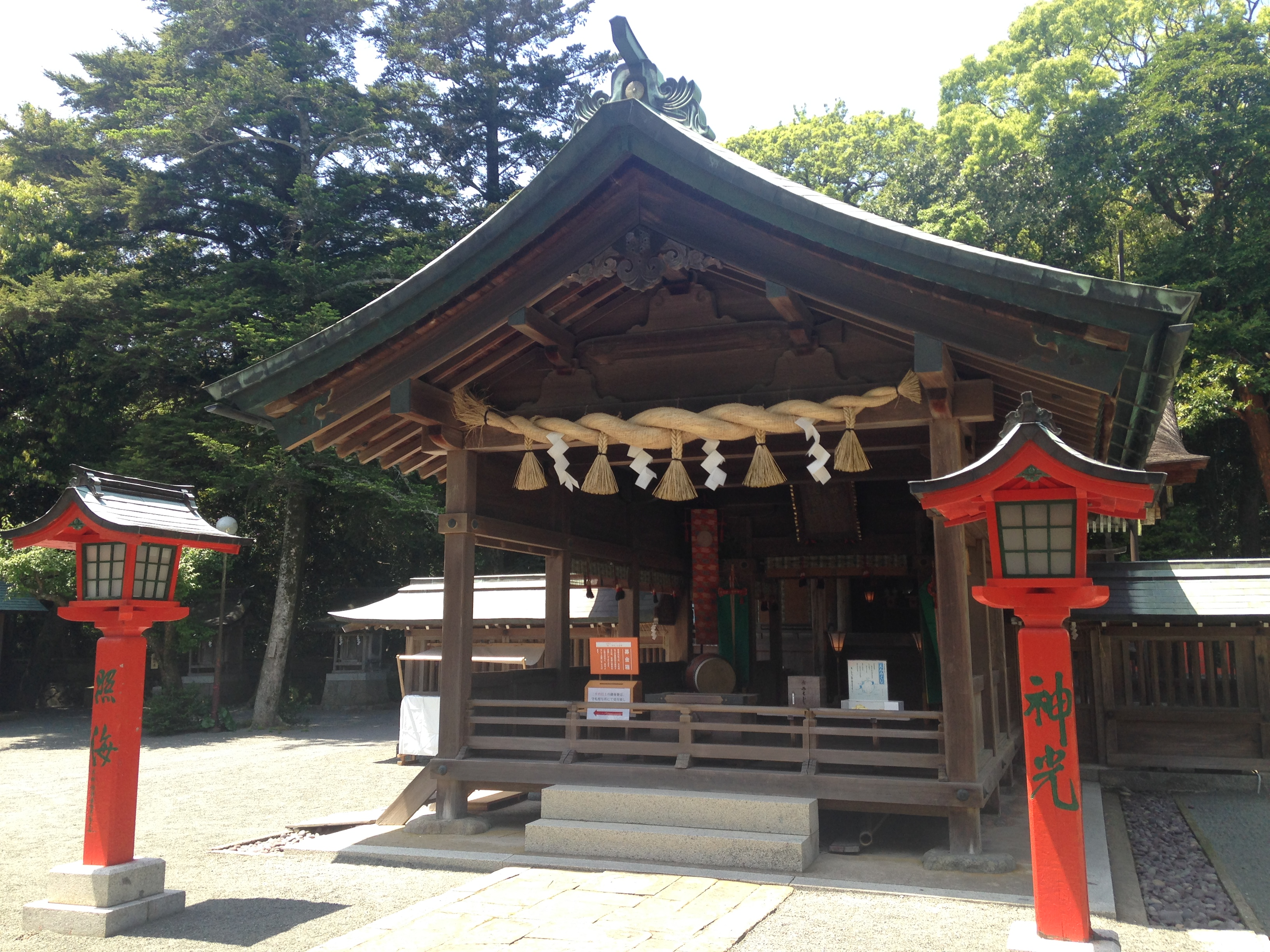
中津宮の拝殿
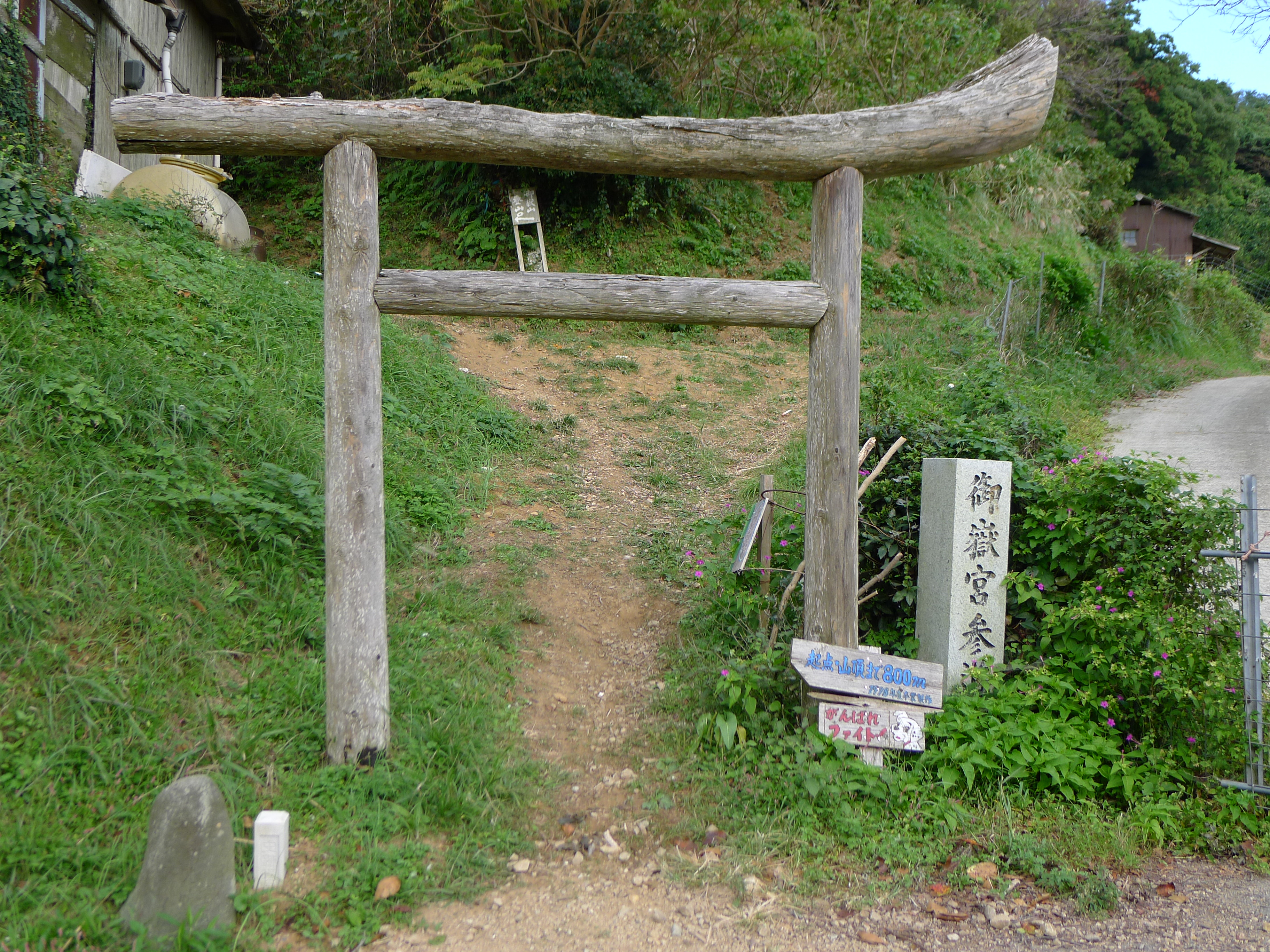
御嶽神社（中津宮上宮）参道
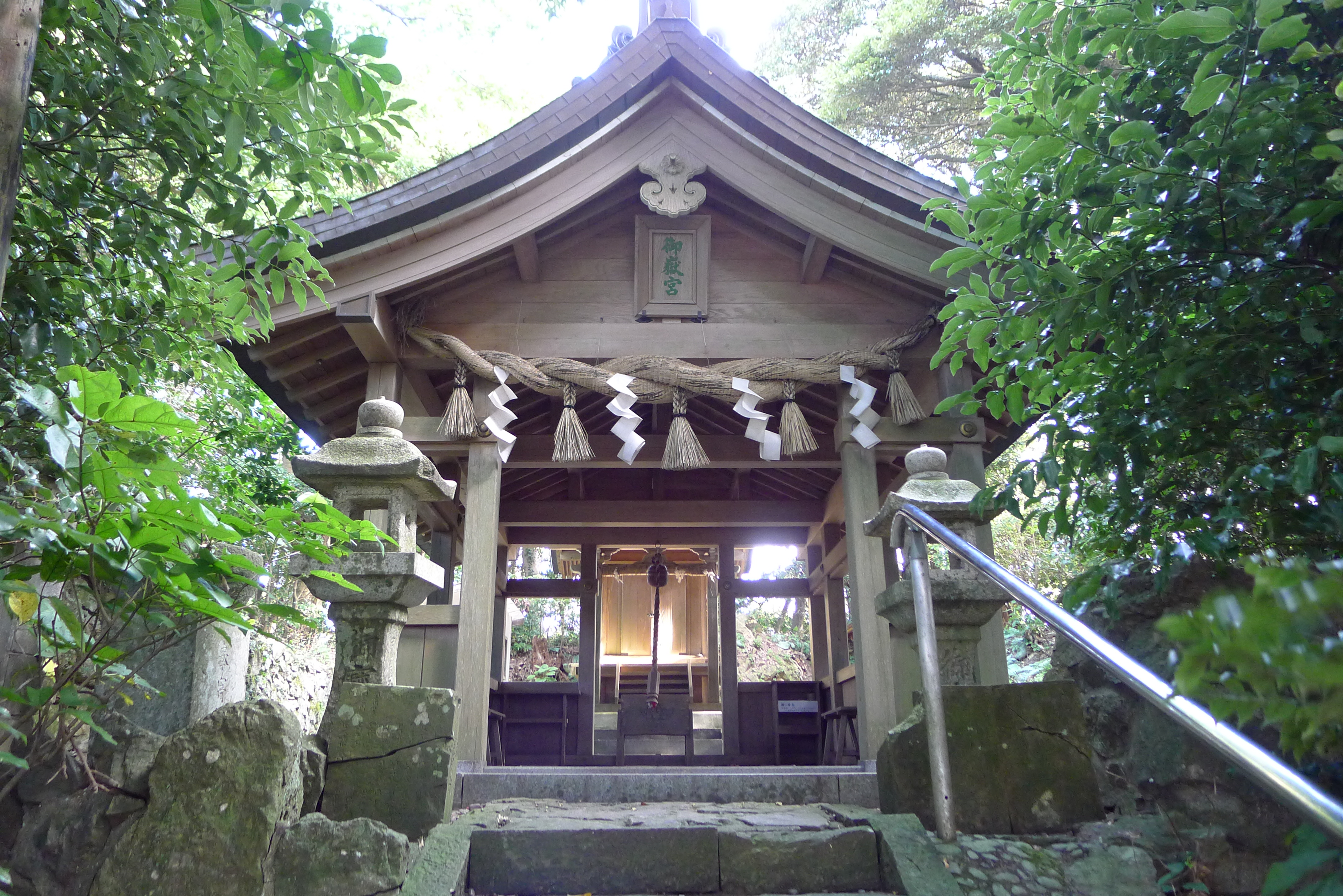
御嶽神社（中津宮上宮）
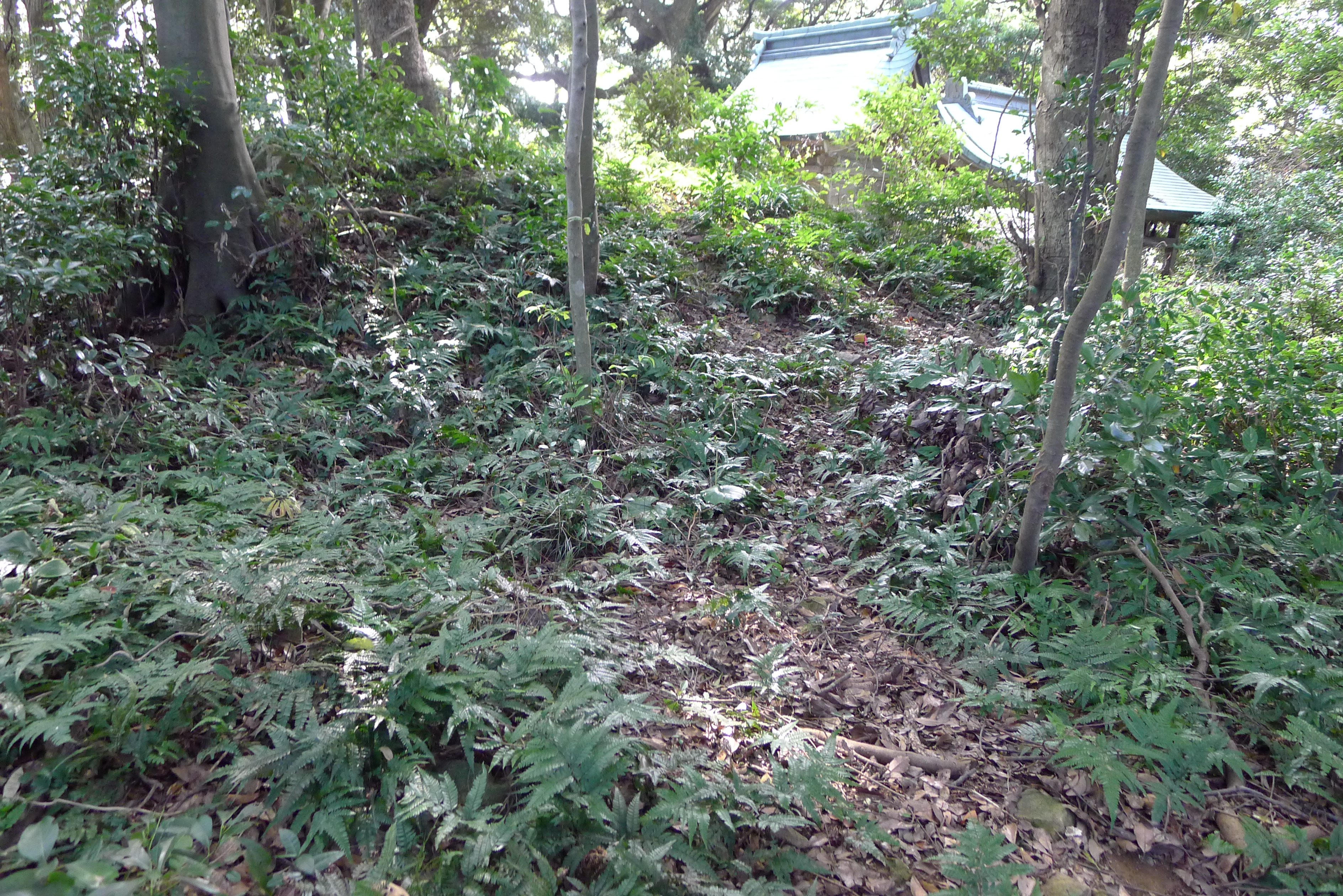
御嶽山祭祀遺跡（奥に御嶽神社）
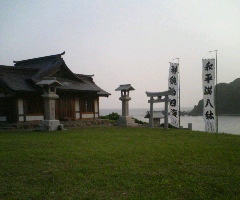
沖津宮遥拝所
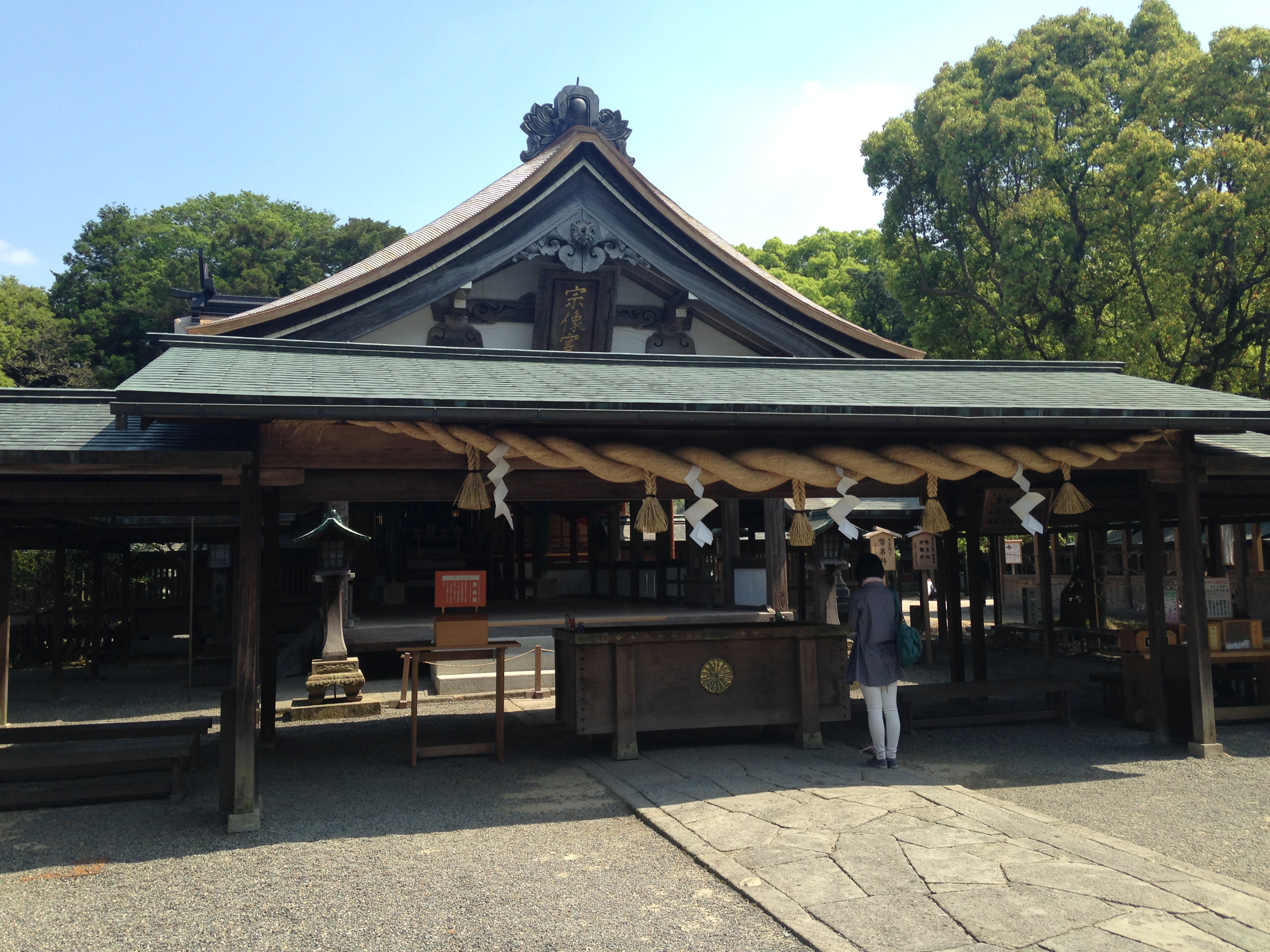
辺津宮の拝殿（＊現在、拝殿は正面から見えない。握舎建立以前の画像。）
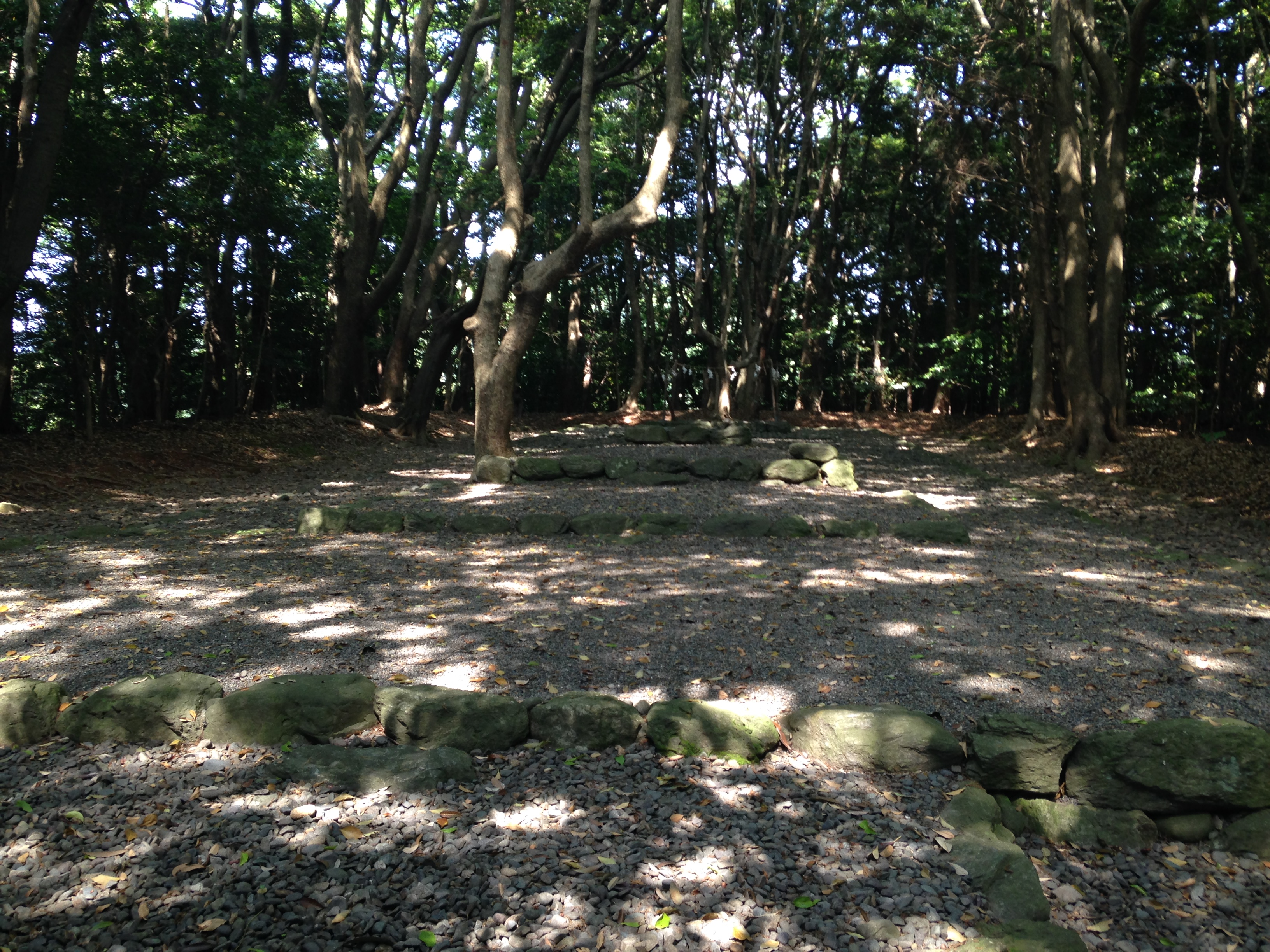
高宮祭場
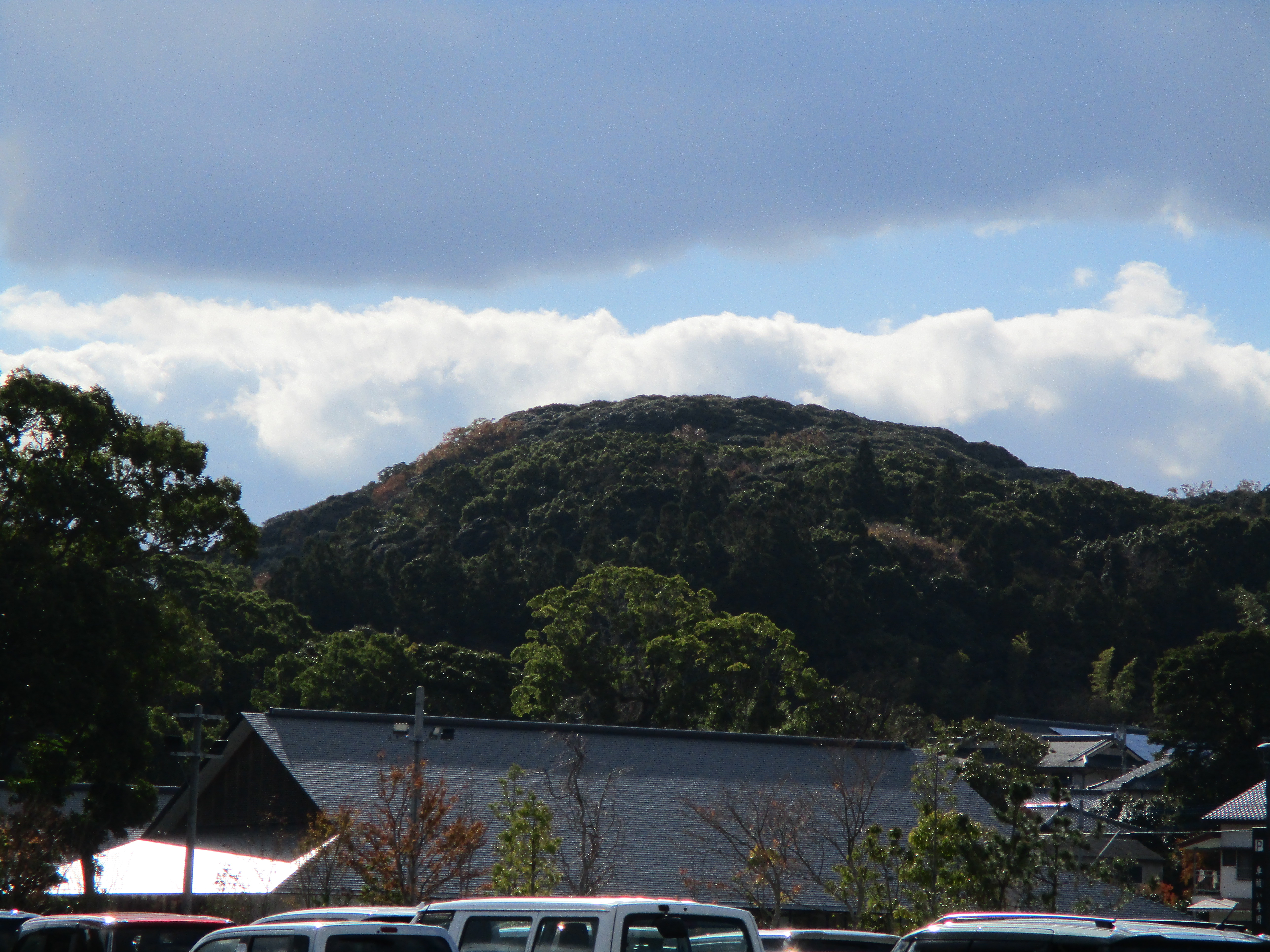
祈願殿越しに望む宗像山

### 福津市
新原・奴山古墳群
宗像大宮司を務めた宗像氏に関わる古墳とされ「津屋崎古墳群」の一部。国の史跡に指定されている。北緯33.8175度分秒 東経130.4861度分秒

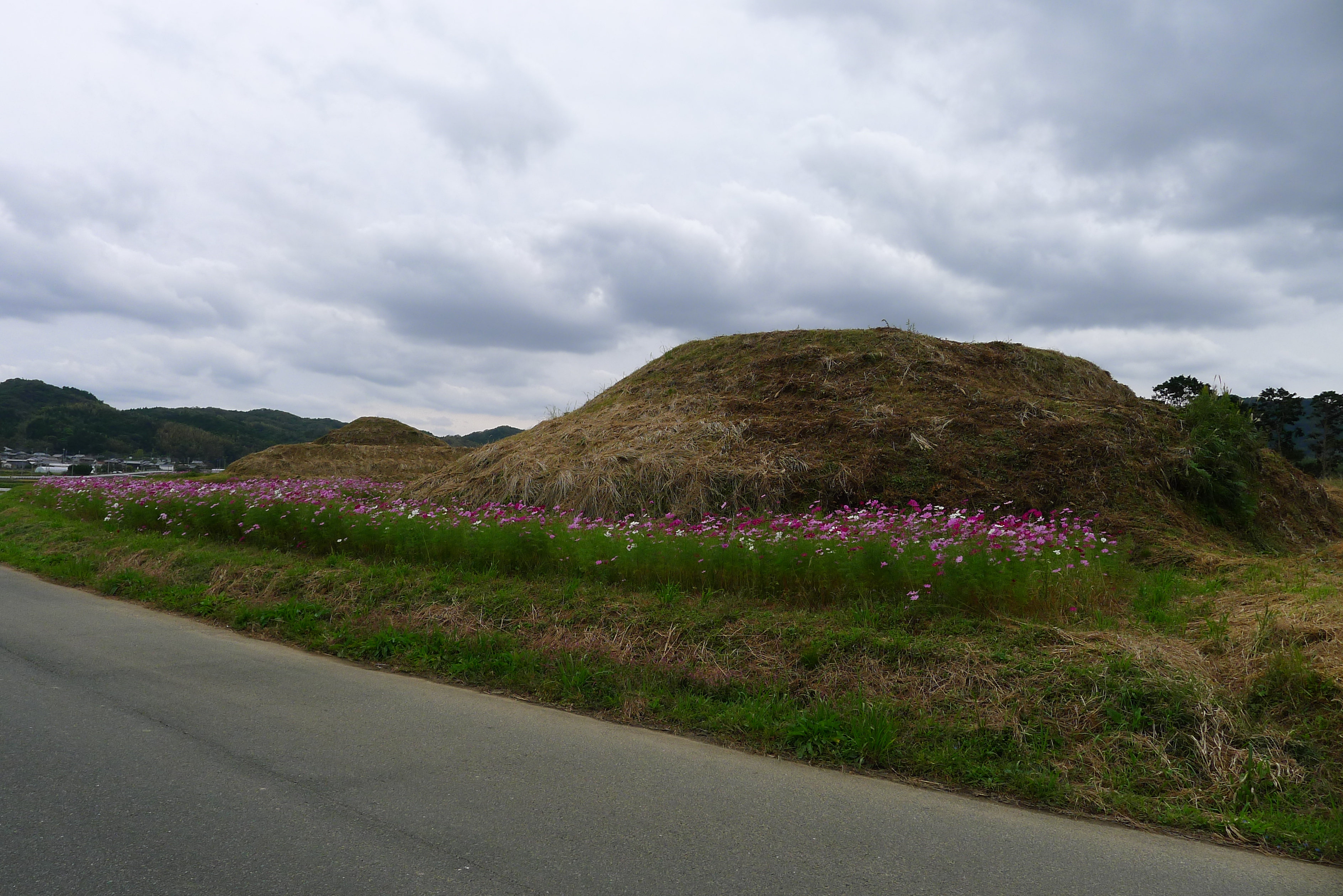
新原・奴山古墳群

### 日本から推薦時に候補から外れたもの
- 新原・奴山古墳群を除く津屋崎古墳群 - 国の史跡に指定[2][3]。
- 桜京古墳 - 国の史跡に指定[2][3]。
- 東郷高塚古墳[2][3]

### 推薦範囲の法的保護根拠
世界遺産の推薦にあたっては完全性（インテグリティ）として法的保護根拠が求められる。文化財保護法に基づく構成資産の指定は上記のとおりだが、この他に宗像大社辺津宮から神湊にかけて景観法の景観重点区域、中津宮を含む大島は準景観地区、新原・奴山古墳群周辺は眺望景観重点区域を適用する。加えて宗像市は都市計画法の都市計画区域であり、建築行為の規制が行える。
こうしたことから、以前福津市に持ち上がった海上空港（新福岡空港）計画や洋上石油備蓄計画などの開発を免れることができる反面、今後風力発電や潮力発電の設置は困難になる。
一方、緩衝地帯（バッファーゾーン）は海洋（海神）信仰の場として神湊－大島－沖ノ島を結ぶ玄界灘も設定している。特に沖ノ島周辺海域は地先公有水面となる（沖ノ島の地先権は大島にある）。また、辺津宮と神湊の中間に位置する玄海地区の農村田園風景が古来からの稲作文化を伝承し、大島の漁村風景も海洋信仰を継承してきた海人の文化を残すとして、文化的景観も視野に入れる。
この他に宗像大社の鎮守の森や新原・奴山古墳群から玄界灘・大島を望む海浜部は玄海国定公園の指定地域となっている。
世界遺産登録後の2018年（平成30年）3月26日、宗像大社周辺と玄界灘の浦部界隈が地域における歴史的風致の維持及び向上に関する法律（歴史まちづくり法）の歴史的風致維持向上地区に認定された。

### 環境保全活動
前述のように宗像・沖ノ島では一連の海洋域が重要な意味合いをもっている。そのため、2018年から海の環境保全をテーマに「Save the Sea運動」を展開。湖池屋が協賛して宗像の海で獲れた穴子や宗像産の醤油で味付けしたポテトチップスを販売し一袋当たり1円を海の環境保全活動に寄付したり、化学成分を含む石鹸廃水が海を汚すため1990年代から廃油を再利用した手づくりの石鹸製作と使用に取り組んできたことが海外でも高い評価を得ている。また、地域住民のボランティア活動で漂流・漂着ごみの回収が行われており、資源ごみを道の駅むなかたの買い物かごにリサイクルするなど、環境問題や持続可能性を実践している。

## 登録への経緯
2000年代初頭、宗像大社の氏子を中心とする地域住民が世界遺産を目指す市民運動を起こした。この時点では沖ノ島のみを対象とし、仮称として「沖ノ島祭祀遺跡」を用いていた。
2006年度と2007年度に、文化庁は各地方自治体から世界遺産暫定リストに加える候補の提案を受け付けた。この物件は、2006年度に寄せられた24件の提案の一つであり、「沖ノ島と関連遺産群」という名称だった。この24件からはまず4件が2007年1月に暫定リスト入りし、残る候補と2007年度の候補の計32件のうち、2008年12月15日、文化庁が北海道・北東北を中心とした縄文遺跡群（北海道など）、九州・山口の近代化産業遺産群（福岡県など九州6県）とともに追加申請を決めた。そして、この物件を含む5件が2009年に暫定リストに加えられた。当初の記載名称は「宗像・沖ノ島と関連遺産群」であった。
2016年1月に「『神宿る島』宗像・沖ノ島と関連遺産群」(Sacred Island of Okinoshima and Associated Sites in the Munakata Region) の名称で文化庁から正式推薦された。その後2017年5月に世界遺産委員会の諮問機関である国際記念物遺跡会議 (ICOMOS) は、沖ノ島および周辺の3岩礁のみに、古代祭祀に関する考古学的観点からの顕著な普遍的価値を認める一方、宗像大社の信仰上の価値などは日本国内レベルでの価値にとどまるとして、沖ノ島と3岩礁以外の構成資産の除外を条件に「登録」を勧告し、あわせて名称を「『神宿る島』沖ノ島」(Sacred Island of Okinoshima）とすることなども勧告した。
ICOMOSの勧告に対しては、福岡県知事小川洋が8件全てでの登録を目指して努力する旨を表明し、宗像市長谷井博美も同様のコメントを発表した。他方で、8資産を結びつける「信仰」の価値が認められなかったため、文化庁からは逆転登録に向けた前途の厳しさを指摘する意見も出ていたが、地元の意向にも配慮し、政府は8件全てでの逆転登録を目指すことになった。

### 世界遺産委員会での状況
世界遺産委員会の審議では、韓国の発言によって始まり「ICOMOSの勧告通り沖ノ島と三つの周辺岩礁のみの登録にすべき」と主張したが、続くインドネシアが「沖ノ島（沖津宮）と中津宮および本土の辺津宮（宗像本社）は全体的に融合しており不可欠だ」、ベトナムが「資産一つひとつが価値を高める」など委員国から8件全ての価値について好意的な意見が示され、日本の発言も認められ佐藤地ユネスコ大使が「沖ノ島の祭祀遺跡が守られてきたのは宗像信仰という神道形態に発展し神域になったからこそで、その信仰は自然崇拝の時代から連綿と続いており、神道としても海神・海洋信仰が継承されており切り離すことはできない（意訳）」という見解（文化庁による）を表明。これをうけ韓国は「沖ノ島の考古遺物の多くが古代の中国や朝鮮半島で作られたものであり、その分析を進めなければ価値は完全には証明できない」と共同研究の条件を付けて了承。また、委員会の総意として、「古代東アジアにおける航海・交流・祭祀」について更なる研究を進めることを求め、その結果逆転で8件全ての登録が認められた。
「神宿る」をキリスト教的な「God dwell」ではなく「Sacred」としたのは民俗学的な慣用句であり、現地視察したイコモス調査員も用いていたことに配慮したもので、推薦書や委員会での発言では単に「Shintorism（神道）」や「Shinto shrine（神社）」といった単純な言葉ではなく、「find their origins in ancient nature worship faith（古来の自然崇拝に由来する信仰）」のように丁寧な解釈に努めユネスコが重視する「自然の聖地」であることを強調、その上で「アニミズム」や「スピリチュアル」などの身近で馴染みのある単語を織り交ぜて説明した。また、大島にある遥拝所について、遠巻きに眺める場所に神聖さが伴うのかの疑問が呈されたり女性はここからしか望めないことが差別的な場所であるとされたことに対し、遥拝所と沖ノ島の間が漁場であり妻たちはそこから操業の様子を見つめ夫の無事と大漁を祈った場所でもある（「Oshima fishermen traditionlly offer prayers here for their husbands' safe fishing voyages」）と別の意味も持たせ、それが「normally kept」（当たり前のように守られてきた）と島の女性は差別に感じていないことを主張した。
一方、宮田亮平文化庁長官は、沖ノ島と各資産を一枚にまとめた水墨画風の絵図を自身で描き、その一体性を解説するロビー活動を展開した。なお、これとは別に、日本は委員会開催前の6月に委員国の内11ヶ国のユネスコ大使を招聘し、宗像大社や同神宝館蔵の沖ノ島出土遺物（国宝）を案内したり、葦津敬之宮司の「神道は自然を神様とするエコロジカルな宗教で環境破壊は神殺しとなるため、現代社会に求められる自然保護を必然としてきた。一神教は対立軸による軋轢をもたらしているが、多神教やアニミズムに基づく民族信仰はその地域の外へ出ること（布教）を想定しておらず、性善説に基づき安寧（平和）を祈願している」という主張などを紹介した。

## 登録基準
この世界遺産は世界遺産登録基準のうち、以下の条件を満たし、登録された（以下の基準は世界遺産センター公表の登録基準からの翻訳、引用である）。
- (2) ある期間を通じてまたはある文化圏において、建築、技術、記念碑的芸術、都市計画、景観デザインの発展に関し、人類の価値の重要な交流を示すもの。
- (3) 現存するまたは消滅した文化的伝統または文明の、唯一のまたは少なくとも稀な証拠。

## 登録後の動向
世界遺産登録に際し、沖ノ島の周囲2キロ圏内が史跡指定となったことから立入禁止措置を採ったが、その後島への瀬渡しや周辺海域でのダイビングが行われていることが発覚した。規制区域とはいえ厳格に取り締まる体制が整っていないことから放置状態になっている。

### 最新の研究成果
登録を機に県・二市と大社による登録推進会議を保存活用協議会に改編し、従来の専門家会議と共同歩調で研究や活用を模索している。その中で、登録時に指摘された事項（上記のICOMOS勧告・世界遺産委員会の要求）や条件（韓国が突きつけた舶来遺物の調査）を満たすべく、特別研究事業を実施し、206ページに及ぶ『「神宿る島」宗像・沖ノ島と関連遺産群 特別研究事業 成果報告書』が上梓。2023年3月12日に「沖ノ島研究の新地平－古代東アジアの航海・交流・信仰－」と題した報告会が開催され、報告会の内容を補完すべく『世界遺産 宗像・沖ノ島　みえてきた「神宿る島」の実像』も刊行。
特別研究事業の成果は、
1. 自然崇拝に基づく古代の沖ノ島信仰と現在の宗像大社信仰の継続性や信仰の変容について、仏教の普及に伴い自然に畏怖の念を感じる日本独自の仏教が神仏習合として織り込まれ、それが自然崇拝を根幹とする宗像信仰へと継承されたとし、辺津宮における宗像山と高宮、中津宮の御嶽山など、自然崇拝（山岳信仰）の要素を現代でも残しているとした。
2. 古代東アジアにおける航海について、沖ノ島と大陸（朝鮮半島や中国）間の海流・大気（季節風）・気候・天体・古地形などに言及。
  1. 舟の構造について同時代の古墳壁画や舟形埴輪さらに海底遺跡から回収された実物から航海の実態を推察
  2. 天候については日中韓に残された文献記録や地球規模での気候変動の歴史的変遷の解析を引用し、具体的な航海の時期などを推測
  3. 天体に関してはコンピューターシミュレーションによる古代の星座の位置を再現して航海法を立証
  4. 地質調査から宗像大社脇を流れる釣川がかつては湾として辺津宮近くまで遠浅の海として迫っており、良港であった可能性も示唆
3. 交流については、沖ノ島出土の祭祀遺物とは別に、宗像大社周辺で出土した遺物や新原・奴山古墳群の副葬品に漢王朝の貨幣や青銅鏃などが含まれていることに着目し、交易があったことを強調して、その航海の安全を祈願するために発展した信仰であるとし、遣唐使の廃止で廃れたかのように思われる宗像信仰が中世の日宋貿易の時代においても役割を果たしていたことに言及[注 4]。
4. 先進文化の日本への一方的な流入ではなく、交易の実態があり、貴重な物品を得るためコウヤマキ（高野槙）が輸出品となり、武寧王の棺桶にも使われたことを紹介。
5. 祭祀については、ブリティッシュコロンビア大学のアラ・ノレンザヤンの認知宗教学の最新研究による「超越的監視者としてのビッグ・ゴッド」を引用し、交易相手の信用を得るための手段として相手方の信仰に敬意を払った可能性を示唆することで、沖ノ島出土遺物の性格性質を分析。
6. 宗像大社の祭祀用に特化した須恵器生産地の窯跡（須恵須賀浦遺跡）が辺津宮近郊にあり、その調査を進めることで信仰の変遷に迫る。

としている。
なお、韓国が求めた共同研究に関しては、沖ノ島に上陸したことがあり登録推進会議へも招聘されていた忠南大学のウ・ジェビョン（禹在柄/우재병）が特別研究事業にも参与した。
今後報告書の英訳を進め、2021年に新築竣工した辺津宮祈願殿の境内景観への影響（鉄筋コンクリート造だが木と漆喰を用いた和風様式で中庭には神籬を配置）、登録後立入禁止となった沖ノ島の自然環境の経過観察、古墳群で行われた修景作業、2012年の世界遺産条約40周年記念シンポジウムで採択された世界遺産を維持するため地域コミュニティの関与に言及した「世界遺産と持続可能な開発：地域社会の役割」（京都ビジョン）に基づく住民活動などと合わせ、定期的に提出が義務付けられている保全措置報告（SOC）を遺産影響評価（HIA）として世界遺産委員会へ報告する。

## ガイダンス施設
世界遺産登録後、世界遺産条約第5条にある条文「文化遺産及び自然遺産の保護、保存及び整備の分野における全国的、または地域的な研修センターの設置」と世界遺産と博物館指針に基づき、宗像大社に隣接する既存の海の道むなかた館をガイダンス施設に改修した。
〔利用案内〕開館時間／9:00～18:00。休館日／毎週月曜日。入館無料。駐車場は宗像大社の駐車場を利用。館内に郷土食レストランあり。レンタサイクルの貸し出しも行っている。

この他、筑前大島に「大島交流館」、福津市に新原・奴山古墳群を紹介する「福津市複合文化センター歴史資料館（カメリアステージ歴史資料館）」もある。
2021年5月、道の駅むなかた館・福津市複合文化センター歴史資料館・宗像大社神宝館が、文化観光推進法の地域計画に認定された。
なお、海の道むなかた館は老朽化著しく（アクシス玄海として1993年に開館）、修繕維持費を考慮すると、専属の世界遺産センターとして建て替えようという動きが始まった。

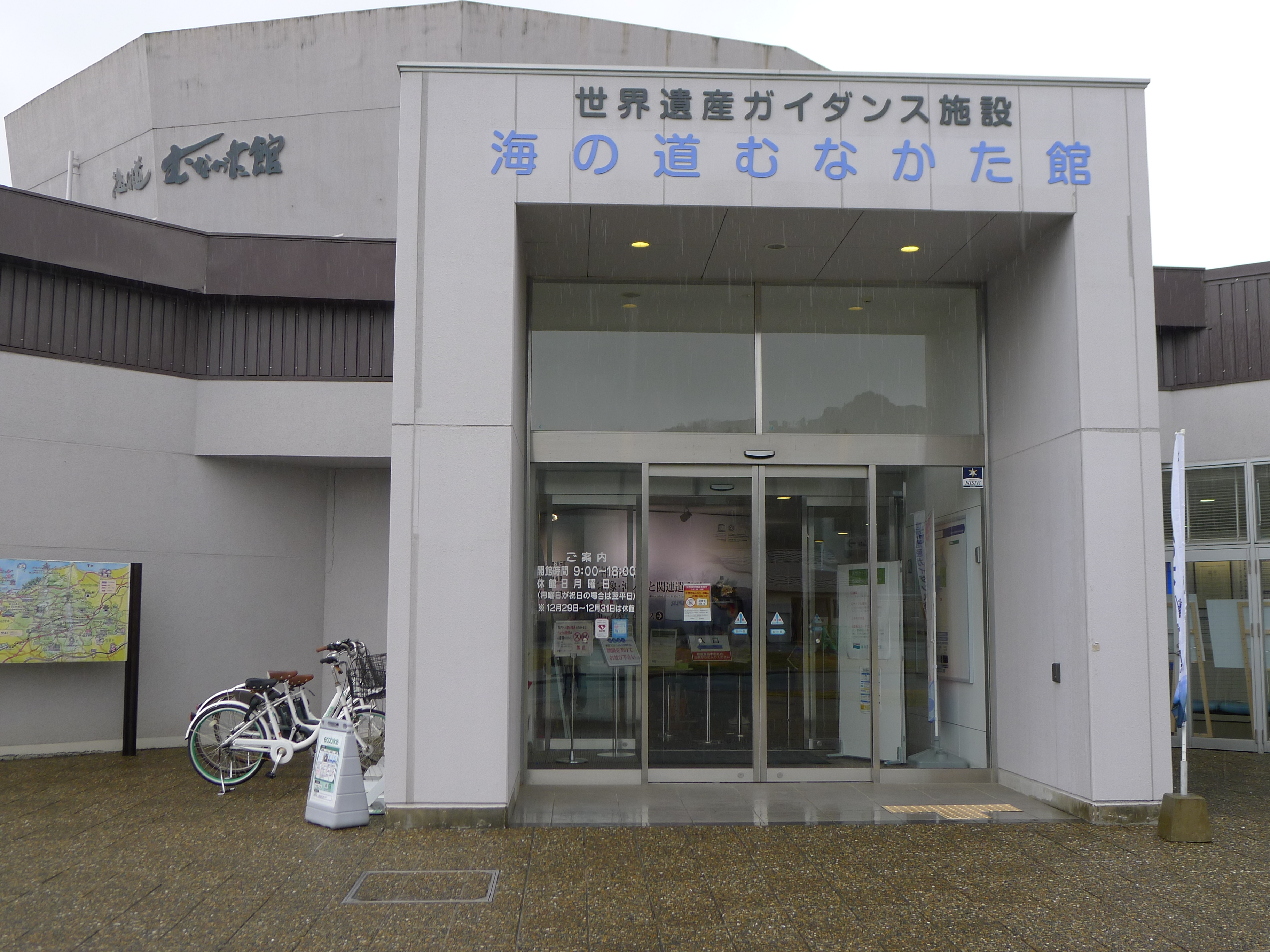
海の道むなかた館
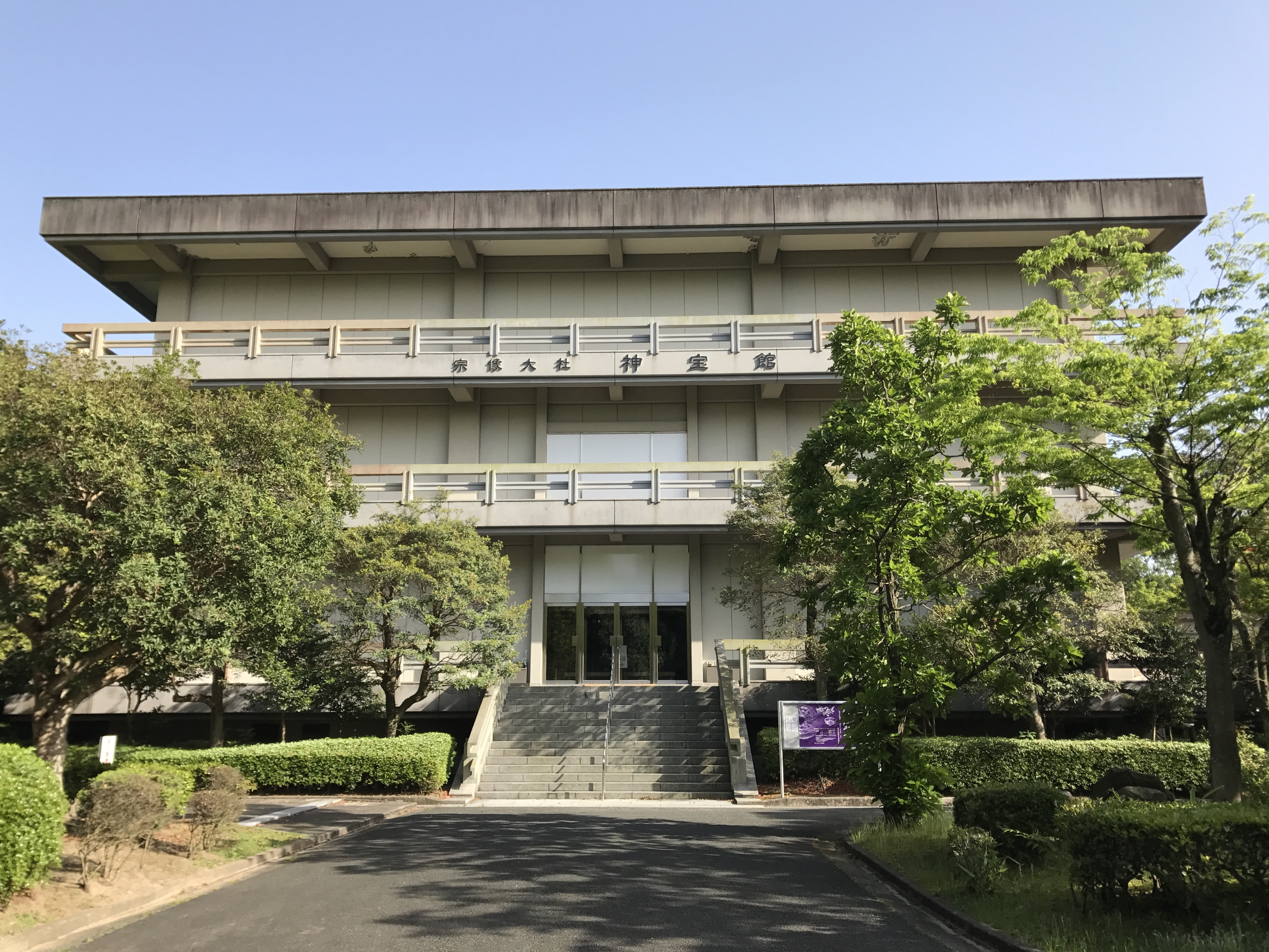
宗像大社神宝館
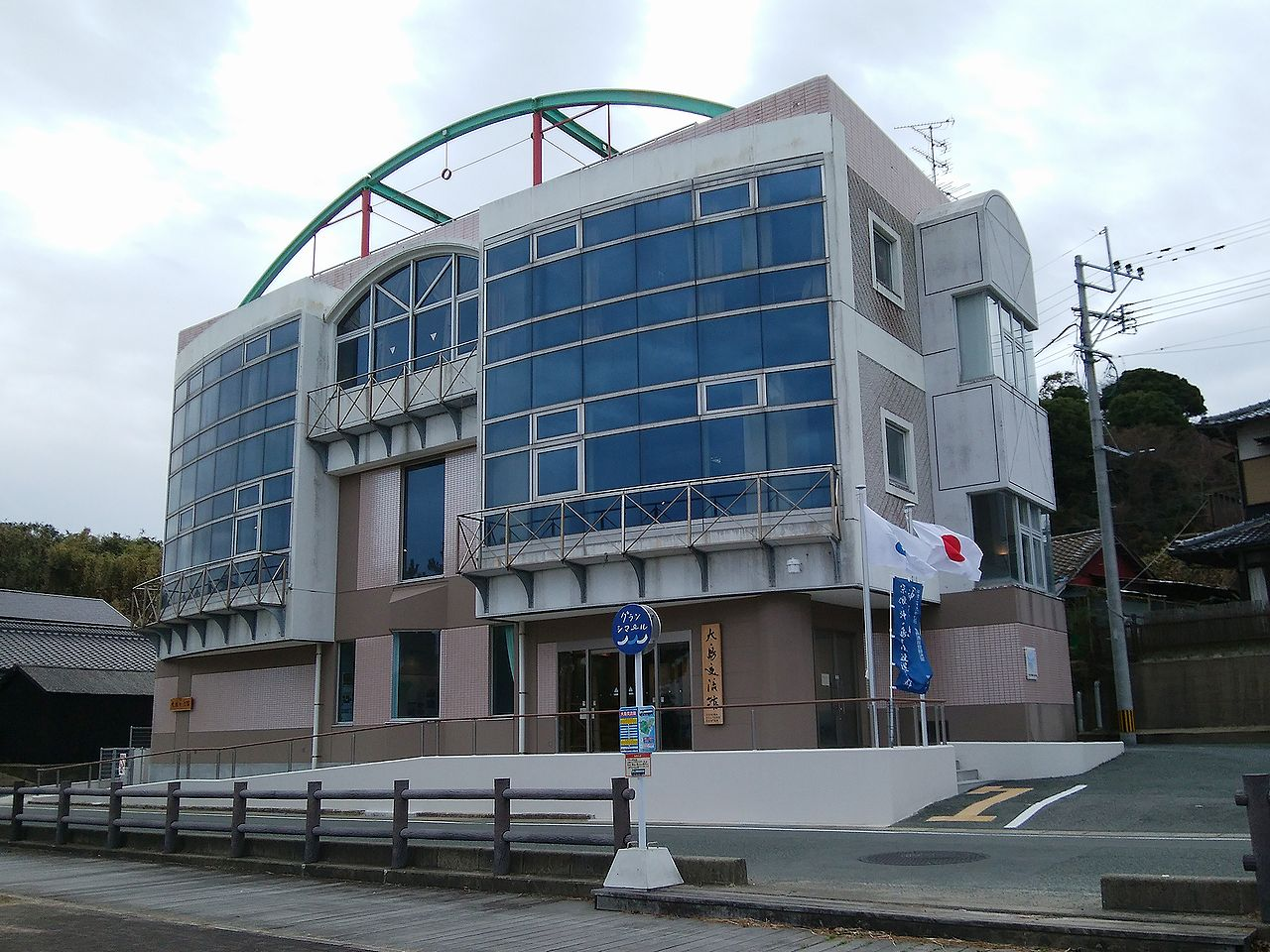
大島交流館
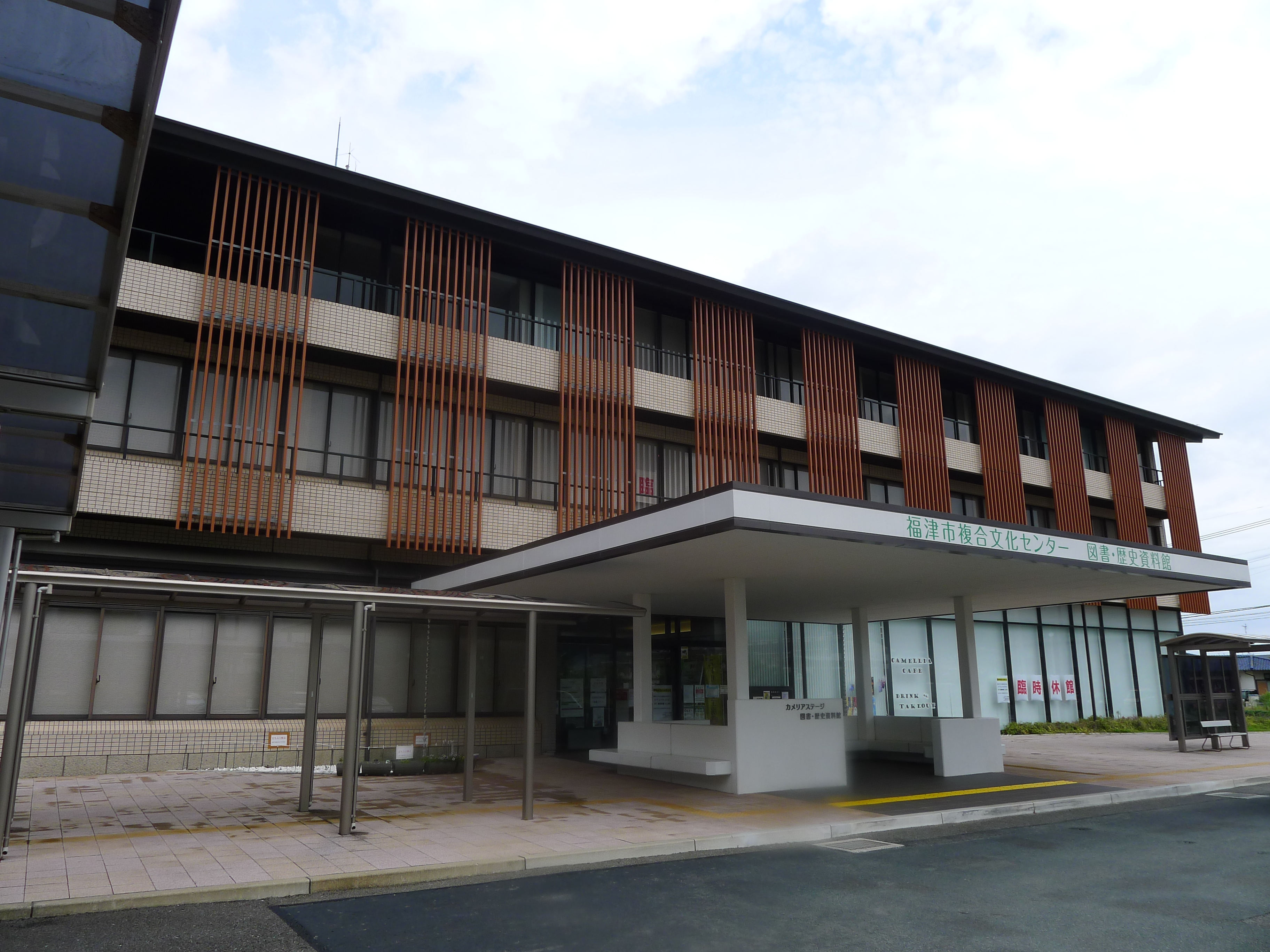
カメリアステージ